# Sarah Schulman
Pour les articles homonymes, voir Schulman.
Sarah Schulman, née le 28 juillet 1958 à New York, est une romancière, dramaturge et essayiste américaine. Ses ouvrages, essais comme romans, sont fréquemment nommés pour des prix, dont le Stonewall Book Award qu'elle reçoit deux fois : en 1989 pour After Delores et en 1998 pour Stagestruck: Theater, AIDS, and the Marketing of Gay America.
Sarah Schulman joue également un rôle important dans le militantisme lesbien. Elle est l'une des six fondatrices du collectif Lesbian Avengers et une membre active d'ACT UP, entre 1987 et 1992.

## Jeunesse et formation
Sarah Schulman naît le 28 juillet 1958 à New York. Elle étudie au Hunter College High School et fréquente l'université de Chicago de 1976 à 1978 sans obtenir de diplôme. Elle est titulaire d'un  baccalauréat spécialité arts de l'Empire State College.

## Carrière littéraire

### Romans
Sarah Schulman commence par écrire des romans policiers. Elle publie The Sophie Horowitz story en 1984, suivi de Girls, Visions and Everything en 1986. 
Son troisième roman, After Delores, reçoit une critique positive dans le New York Times et est traduit en huit langues, dont en français aux éditions Inculte. En 1989, l'ouvrage reçoit le Stonewall Book Award de l'American Library Association. 
En 1995, elle publie Rat Bohemia. Edmund White du New York Times lui consacre une page entière de critique élogieuse et l'ouvrage est sélectionné parmi l'un des 100 meilleurs livres LGBT par le Publishing Triangle.
Son livre The Cosmopolitans est classé dans les meilleurs romans américains de 2016 par Publishers Weekly. En 2018 elle publie Maggie Terry, un roman policier consacré au premier mandat de Donald Trump. Le roman est décrit par Les Inrockuptibles comme un « un roman noir, lesbien et anti-Trump ».

### Essais
Dans Stagestruck: Theater, AIDS, and the Marketing of Gay America (1998), qui a remporté le Stonewall Book Award, Sarah Schulman soutient que d'importants éléments de l'intrigue de la comédie musicale à succès, Rent (1996), ont été tirés de son roman de 1990, People in Trouble. L'intrigue hétérosexuelle de Rent est basée sur l'opéra La Bohème , tandis que l'intrigue homosexuelle est similaire à l'intrigue du roman de Sarah Schulman. Celle-ci n'a jamais poursuivi en justice l'auteur de la pièce, mais a analysé dans Stagestruck la façon dont la comédie musicale dépeignait le sida et les homosexuels, paradoxalement au travail effectué par ces communautés la même année.
En 2009, l'autrice publie aux éditions The New Press : Ties That Bind: Familial Homophobia and Its Consequences, nommé au Prix Lambda Literary. En septembre 2013, The Gentrification of the Mind: Witness to a Lost Imagination, est publié par University of California Press. Le magazine Slate le classe parmi les  dix meilleurs livres peu connus, tandis que GalleyCat le nomme comme l'un des meilleurs livres non reconnus de l'année[réf. nécessaire]. Il a également été nommé pour un Prix Lambda Literary. En 2012, elle écrit et publie Israel / Palestine and the Queer International aux Duke University Press. L'ouvrage est aussi nommé pour un Prix Lambda Literary. 
Son ouvrage Conflict Is Not Abuse: Overstating Harm, Community Responsibility and the Duty of Repair de 2018 est publié par le Canadian Arsenal Pulp Press, et est nommé pour un Prix Lambda Literary, il remporte un Publishing Triangle Award.
En 2021, Sarah Schulman publie un essai dédié à ACT UP, Let the Record Show: A Political History of Act Up New York, 1987-1993.

## Militantisme
L'engagement de Sarah Schulman remonte à son enfance, lorsqu'elle milite avec sa mère contre la guerre du Vietnam. Durant ses études à l'université de Chicago (1976-1978), elle participe activement à la Women's Union. Entre 1979 et 1982 elle est membre du Committee for Abortion Rights and Against Sterilization Abuze (CARASA) et lance, avec cinq autres femmes (appelées les Women's Liberation Zap Action Brigade), une action qui interrompt une audition sur l'anti-avortement qui avait lieu au Congrès. Membre active d'ACT UP, entre 1987 et 1992, elle participe à plusieurs manifestations et se fait arrêter une fois, lorsque ACT UP occupe la Gare de Grand Central Terminal afin de protester contre la première guerre du Golfe.
En 1987, Sarah Schulman et le réalisateur Jim Hubbard co-fondent le Festival du film expérimental gay et lesbien de New York, aujourd'hui appelé le MIX.
En 1992, elle co-fonde avec Ana María Simo, Maxine Wolfe, Anne-Christine d'Adesky, Marie Honan et Anne Maguire, le collectif Lesbian Avengers. Elles le définissent comme « un groupe d'action axé sur des questions vitales pour la survie et la visibilité des lesbiennes, ». Le collectif est à l'origine de la première Dyke March (marche gouine). 
Depuis 2001, l'autrice et Jim Hubbard contribuent au ACT UP Oral History Project, qui consiste à s'entretenir avec 188 membres de l'association encore en vie.
Juive, elle soutient aussi le mouvement Boycott, désinvestissement et sanctions et a dénoncé le recours au pinkwashing par les autorités israéliennes.

## Œuvres

### Romans
- The Sophie Horowitz Story (1984)
- Girls, Visions and Everything (1986)
- After Delores (1988), traduit en français et publié chez Inculte, en 2017, sous le titre Après Delores[5].
- People in Trouble (1990)
- Empathy (1992)
- Rat Bohemia (1995), traduit en français et publié chez H&O, en 2002, sous le même titre[23].
- Shimmer (1998)
- The Child (2007)
- The Mere Future (2009)
- The Cosmopolitans (2016)
- Maggie Terry (2018)

### Essais
- My American History: Lesbian and Gay Life During the Reagan/Bush Years (1994)
- Stagetruck: Theater, AIDS, and the Marketing of Gay America (1998)
- Ties that Bind: Familial Homophobia and Its Consequences (2009) traduit par Elodie Leplat et publié chez B42 en 2024, sous le titre Les liens qui empêchent, l'homophobie familiale et ses conséquences[24]
- Israel/Palestine and the Queer International (2012)
- The Gentrification of the Mind: Witness to a Lost Imagination (2012), traduit en français et publié chez B42, en 2019, sous le titre La gentrification des esprits : témoin d'un imaginaire perdu[25].
- Conflict is not Abuse: Overstating Harm, Community Responsibility and the Duty of Repair (2016), traduit en français et publié chez B42, en 2021, sous le titre Le conflit n'est pas une agression : rhétorique de la souffrance, responsabilité collective et devoir de réparation[26].

### Pièces de théâtre
- Carson McCullers (2003)
- Mercy (2009)

## Reconnaissance
Sarah Schulman est citée parmi les 60 écrivains les plus sous-estimés par Publishers Weekly.

## Prix et distinctions
- Stonewall Book Award 1989 pour After Delores
- Prix Ferro-Grumley 1996 pour Rat Bohemia
- Nomination au 25e prix Lambda Literary pour The Gentrification of the Mind: Witness to a Lost Imagination et pour Israel/Palestine and the Queer International
- Nomination au 29e prix Lambda Literary pour The Cosmopolitans et pour Conflict Is Not Abuse: Overstating Harm, Community Responsibility and the Duty of Repair